# Mexico (Bob Moore)
Mexico is een single uit 1961 van de Amerikaanse bassist Bob Moore and His Orchestra. De melodie is geschreven door Boudleaux Bryant, later bekend van Love Hurts.
Studiobassist Bob Moore te Nashville scoorde een Amerikaanse top 10-hit met het instrumentale nummer. Het werd ook in Duitsland (9 weken nummer 1) en Nederland een grote hit. In Nederland zijn twee uitgaven bekend. Een daarvan had als B-kant Hot spot, de ander My three sons. Mexico is door een aantal orkesten gecoverd, waaronder het orkest van Herb Alpert.
De Limburgse trompettist Willy Schobben had in 1962 een nummer 1-hit met zijn versie, die negen maanden in de Top 30 van Muziek Expres stond, waarvan drie op nummer 1.

## Hitnoteringen
| Single met hitnotering(en) in oude hitlijsten | Datum van verschijnen | Datum van binnenkomst | Hoogste positie | Aantal maanden | Opmerkingen | Bron          |
| --------------------------------------------- | --------------------- | --------------------- | --------------- | -------------- | ----------- | ------------- |
| Mexico                                        |                       | dec 1961              | 1               | 9M             |             | Muziek Expres |

### NPO Radio 2 Top 2000
Mexico stond alleen in 2000 in de NPO Radio 2 Top 2000, op plek 1787.